# Playlist: The Very Best of Bowling for Soup
The Very Best of Bowling for Soup je album největších hitů od skupiny Bowling for Soup, vydané 25. ledna 2011. Je součástí série alb Playlist od vydavatelství Legacy a bylo vydáno bez souhlasu samotné kapely.

## Seznam skladeb
| Pořadí | Název                                                                | Autor                                             | Původní album                    | Délka |
| ------ | -------------------------------------------------------------------- | ------------------------------------------------- | -------------------------------- | ----- |
| 1.     | Girl All the Bad Guys Want                                           | Jaret Reddick, Butch Walker                       | Drunk Enough To Dance            | 3:17  |
| 2.     | No Hablo Inglés                                                      | Reddick, Linus of Hollywood                       | Sorry for Partyin'               | 3:30  |
| 3.     | Almost                                                               | Reddick, Walker                                   | A Hangover You Don't Deserve     | 3:26  |
| 4.     | Cody                                                                 | Reddick, Chris Burney, Erik Chandler, Cody Garcia | Rock on Honorable Ones!!         | 4:20  |
| 5.     | Everything to Me                                                     | Reddick                                           | Sorry for Partyin'               | 3:53  |
| 6.     | High School Never Ends                                               | Reddick, Adam Schlesinger                         | The Great Burrito Extortion Case | 3:29  |
| 7.     | Punk Rock 101                                                        | Reddick, Walker                                   | Drunk Enough To Dance            | 3:08  |
| 8.     | The Bitch Song                                                       | Reddick                                           | Let's Do It For Johnny!          | 3:23  |
| 9.     | Ohio (Come Back to Texas)                                            | Reddick, Zac Maloy, Ted Bruner                    | A Hangover You Don't Deserve     | 3:50  |
| 10.    | I'll Always Remember You (That Way)(feat. Kim Shattuck of The Muffs) | Reddick                                           | My Wena EP                       | 3:40  |
| 11.    | Emily                                                                | Reddick                                           | Drunk Enough To Dance            | 3:30  |
| 12.    | Scope                                                                | Reddick                                           | Rock on Honorable Ones!!         | 3:38  |
| 13.    | 1985                                                                 | Reddick, Mitch Allan, John Allen                  | A Hangover You Don't Deserve     | 3:13  |
| 14.    | When We Die                                                          | Reddick, Walker                                   | The Great Burrito Extortion Case | 4:13  |